# Iramba (Distrikt)
Iramba ist ein Distrikt der Region Singida in Tansania. Sein Verwaltungszentrum ist in Kiomboi. Der Distrikt grenzt im Norden an die Region Simiyu, im Osten an den Distrikt Mkalama, im Süden an den Distrikt Ikungi und im Westen an die Region Tabora.

## Geographie
| Der Distrikt hat eine Fläche von 4571 Quadratkilometern und 328.912 Einwohner (Volkszählung 2022). Das Land liegt im nördlichen Teil des zentralen Hochlandes von Tansania zwischen 1000 und 1500 Meter über dem Meer. Auffällig sind die Felsgipfel, die aus dem hügeligen Land aufragen und Inselberge genannt werden. Das harte Granitgestein blieb stehen, während das umliegende Land erodierte. An der Nordgrenze liegt der Kitangirisee. Die meisten Flüsse im Distrikt führen nur in der Regenzeit Wasser. Der größte Fluss ist der Sibiti, der Abfluss des Kitangirisees. Er fließt nach Nordosten und mündet in den Eyasisee. Das Klima im Distrikt ist halbtrocken. Auf eine kurze Regenzeit von Dezember bis März folgt eine lange Trockenzeit von April bis November. Im Jahresdurchschnitt fallen 500 bis 850 Millimeter Niederschlag, im höher gelegenen Osten etwas mehr, im Westen auch weniger. Die Temperatur schwankt von 15 Grad Celsius im Juli bis 30 Grad im Oktober. Von der Gesamtfläche sind jeweils über vierzig Prozent Ackerland und Weideland, wobei vom Ackerland die Hälfte genutzt wird. | Hier fehlt eine Grafik, die leider im Moment aus technischen Gründen nicht angezeigt werden kann. Wir arbeiten daran! |

## Geschichte
Der Distrikt Iramba wurde im Jahr 1954 gegründet und 1984 wurde ein Distriktrat (District Council) eingerichtet. Im Jahr 2012 wurde der Distrikt geteilt und der östliche Teil zum eigenständigen Distrikt Mkalama erhoben.

## Verwaltungsgliederung
Iramba ist in vier Divisionen gegliedert:
| Division   | Fläche km2 |
| ---------- | ---------- |
| Kinampanda | 566        |
| Kisiriri   | 1211       |
| Ndago      | 1615       |
| Shelui     | 1180       |

Der Distrikt besteht aus insgesamt 20 Bezirken (Wards):
- Kaselya
- Kidaru
- Kinampanda
- Kiomboi
- Kisiriri
- Kyengege
- Maluga
- Mbelekese
- Mgongo
- Mtekente
- Mtoa
- Mukulu
- Ndago
- Ndulungu
- Ntwike
- Old-Kiomboi
- Shelui
- Tulya
- Ulemo
- Urughu

| Die größten ethnischen Gruppen im Distrikt sind die Nyiramba und die Sukuma. Die Einwohnerzahl stieg von 113.103 bei der Volkszählung 2002 auf 236.282 im Jahr 2012. Das entspricht einem jährlichen Wachstum von über sieben Prozent und einer Verdopplungszeit von weniger als zehn Jahren. Die Über-Fünfjährigen sprachen zu fast sechzig Prozent Swahili, sieben Prozent Swahili und Englisch, rund ein Drittel waren Analphabeten (Stand 2012). Bei der Volkszählung 2022 lebten 328.912 Menschen in 64.645 Haushalten. | Hier fehlt eine Grafik, die leider im Moment aus technischen Gründen nicht angezeigt werden kann. Wir arbeiten daran! |

- Bildung: Im Distrikt gibt es 94 öffentliche und 2 private Grundschulen, sowie 23 weiterführende Schulen, von denen eine privat geführt wird.[11] Die 50.000 Schüler in den Grundschulen wurden von 990 Lehrern unterrichtet, die 6.100 Schüler in weiterführenden Schulen von 314 Lehrern (Stand 2015).[12]
- Gesundheit: Für die medizinische Versorgung der Bevölkerung stehen ein staatliches Krankenhaus, drei öffentliche Gesundheitszentren und 37 Apotheken zur Verfügung. Insgesamt gab es im Jahr 2015 zwölf Ärzte im Distrikt, ein Arzt je 20.000 Einwohner.[11][13]
- Wasser: Etwas mehr als ein Drittel der Bevölkerung wurde im Jahr 2015 mit sicherem und sauberem Wasser versorgt.[14]
- Energie: Für die Beleuchtung benutzen rund zehn Prozent Strom vom staatlichen Energieversorger oder aus Solarenergie, über die Hälfte verwendet Kerosinlampen und ein Viertel Taschenlampen. Zum Kochen wird zu neunzig Prozent Holz und zu zehn Prozent Holzkohle verwendet (Stand 2016).[15]

| - Landwirtschaft: Die Landwirtschaft ist der wichtigste Wirtschaftszweig im Distrikt, neun von zehn Einwohner leben von ihr und sie trägt 94 Prozent zum Distrikteinkommen bei. Sie wird meist kleinbäuerlich mit Handhacke und Ochsengespann betrieben. Wegen fehlender finanzieller Mittel gibt es kaum Bewässerungsanlagen, sodass die Ernte stark wetterabhängig ist. Die wichtigsten Feldfrüchte für die Selbstversorgung sind Mais und Hirse. Zur Verbesserung des Einkommens werden Sonnenblumen, Baumwolle, Erdnüsse, Zwiebeln, Sesam und Linsen kultiviert. Im Jahr 2012 hielten zwei Drittel aller Haushalte Nutztiere, vor allem Rinder und Geflügel. - Forstwirtschaft: Wegen der vermehrten Nachfrage nach Brennholz und Holzkohle forstet der Distrikt die Wälder auf. Im Zeitraum 2010 bis 2015 wurden jährlich rund 300.000 Bäume gepflanzt. - Gewerbe: Es gibt nur kleine und mittelgroße Betriebe. Diese beschäftigen sich hauptsächlich mit der Verarbeitung landwirtschaftlicher Produkte in Mühlen oder Ölpressen. - Straßen: Die wichtigste Straßenverbindung ist die asphaltierte Nationalstraße von Singida nach Nzega. Von den Distriktstraßen sind rund 15 Prozent asphaltiert und 20 Prozent geschottert, die übrigen sind Naturstraßen und in der Regenzeit nur eingeschränkt befahrbar. | Hier fehlt eine Grafik, die leider im Moment aus technischen Gründen nicht angezeigt werden kann. Wir arbeiten daran! |

## Politik
In Iramba wird alle fünf Jahre ein Distriktrat (District council) gewählt. Den Vorsitz führt Simion Tiyosera (Stand 2020)[veraltet].